# Adoor, Yelbarga
Adoor là một làng thuộc tehsil Yelbarga, huyện Koppal, bang Karnataka, Ấn Độ.